# Jennifer Montag
Jennifer „Jenny“ Montag (* 11. Februar 1998 in Hackenbroich) ist eine deutsche Leichtathletin. Sie ist auf den Sprint und den Weitsprung spezialisiert und hat ihre Stärken vor allem im 100-Meter-Lauf.

## Sportliche Karriere
Jennifer Montag hatte am Anfang ihrer Karriere mit körperlichen Problemen zu kämpfen. Zunächst litt sie an entzündeten Kreuzbändern und einer Knochenabsplitterung im Fußballen, die eine erste Operation erforderlich machte. Wegen ständiger Bauchkrämpfe und Flüssigkeitsansammlungen unterzog sie sich einer Bauchspiegelung und ließ sich den Blinddarm entfernen. Nach ersten Anzeichen einer Niereninsuffizienz diagnostizierte man bei Montag eine angeborene Verengung am Übergang zwischen Niere und Harnleiter. Durch zwei größere Operationen konnten ihre leistungshemmenden Schwierigkeiten schließlich behoben werden.
Im Winter und Frühjahr 2017 gelangen Montag erste Erfolge auf nationaler Ebene. Zunächst gewann sie bei den U20-Hallenmeisterschaften in Sindelfingen die Silbermedaille über die nichtolympische Distanz von 60 Metern. Im Mai übertraf sie in 11,44 s über ihre Spezialdistanz 100 Meter den mehr als 25 Jahre alten U20-Rekord für die Region Nordrhein. Bei den U20-Meisterschaften in Ulm holte sie sowohl über 100 als auch über 200 Meter zwei weitere Medaillen. Nach 100-Meter-Bronze bei den U23-Meisterschaften in Leverkusen siegte sie mit der 4-mal-100-Meter-Staffel bei den U20-Europameisterschaften in Grosseto mit dem Weltjugendrekord von 43,44 s. 2018 gewann sie bei den deutschen U23-Meisterschaften über 100 Meter erstmals einen wichtigen Einzeltitel. 2019 war sie als Startläuferin der 4-mal-100-Meter-Staffel auch bei den U23-Europameisterschaften in Gävle erfolgreich und gewann – ebenfalls mit der Staffel – die Silbermedaille bei den nationalen Titelkämpfen in der allgemeinen Klasse. Zudem wurde sie zu Beginn der Saison bei den IAAF World Relays erstmals international im Erwachsenenbereich eingesetzt, mit der 4-mal-200-Meter-Staffel belegte sie Rang 5.

## Vereinszugehörigkeiten
Jennifer Montag begann ihre sportliche Laufbahn beim LAV Bayer Uerdingen Dormagen in ihrer Heimatstadt. Im November 2014 wechselte sie zum TSV Bayer 04 Leverkusen, bei dem sie von Hans-Jörg Thomaskamp trainiert wird.

## Erfolge
- 2017: 2. Platz Deutsche U20-Hallenmeisterschaften (60 m)
- 2017: 2. Platz Deutsche U20-Meisterschaften (100 m)
- 2017: 3. Platz Deutsche U20-Meisterschaften (200 m)
- 2017: 3. Platz Deutsche U23-Meisterschaften (100 m)
- 2017: 1. Platz U20-Europameisterschaften (4 × 100 m)
- 2018: 1. Platz Deutsche U23-Meisterschaften (100 m)
- 2019: 1. Platz U23-Europameisterschaften (4 × 100 m)
- 2019: 2. Platz Deutsche Meisterschaften (4 × 100 m)

## Persönliche Bestleistungen
(Stand: 31. Januar 2021)

| Distanz                 | Zeit/Weite          | Ort         | Datum         |
| ----------------------- | ------------------- | ----------- | ------------- |
| 100 Meter               | 11,23 s (+ 1,4 m/s) | Wetzlar     | 18. Juli 2020 |
| 150 Meter               | 17,78 s (+ 0,6 m/s) | Pliezhausen | 14. Mai 2017  |
| 200 Meter               | 23,50 s (+ 1,5 m/s) | Rehlingen   | 20. Mai 2018  |
| Weitsprung              | 6,42 m (+ 0,9 m/s)  | Rhede       | 25. Juli 2020 |
| 4-mal-100-Meter-Staffel | 43,04 s             | London      | 15. Juli 2018 |
| 4-mal-200-Meter-Staffel | 1:34,92 min         | Yokohama    | 12. Mai 2019  |

| Distanz                 | Zeit/Weite  | Ort                   | Datum                           |
| ----------------------- | ----------- | --------------------- | ------------------------------- |
| 60 Meter                | 7,24 s      | Leverkusen Düsseldorf | 23. Januar 2021 31. Januar 2021 |
| 200 Meter               | 24,79 s     | Leverkusen            | 28. Januar 2019                 |
| Weitsprung              | 6,21 m      | Leverkusen            | 3. Februar 2019                 |
| 4-mal-200-Meter-Staffel | 1:35,40 min | Leipzig               | 23. Februar 2020                |